# ماندگار (مجموعه تلویزیونی)
ماندگار عنوان یک مجموعهٔ تلویزیونی ساخت کشور ترکیه است. دوبله فارسی این سریال در 207 قسمت از شبکه های جم پخش شده است.

## داستان
یک ملودرام از عشق مثلثی است.

## بازیگران
| بازیگر      | نقش   |
| ----------- | ----- |
| بورا گولسوی | تولگا |
| فیکرت هاکان | فیاض  |
| اوزلم یلماز | ادا   |
| سرهان یاواش | هارون |